# Jaguarão (tiểu vùng)
Jaguarão là một tiểu vùng thuộc bang Rio Grande do Sul, Brasil. Tiều vùng này có diện tích 7708 km², dân số năm 2007 là 57707 người.